# Steal This Film
«Укради этот фильм» (англ. Steal This Film) — серия документальных фильмов о борьбе с интеллектуальной собственностью. Были выпущены две части фильма, а также пробная версия первой части, которая включила судебный процесс над Pirate Bay. Все фильмы распространяются бесплатно через BitTorrent-сети.
Первая часть фильма была снята в Швеции в 2006 году, она посвящена известным пиратским организациям этой страны (Pirate Bay, Piratbyrån и Пиратской партии). В 2007 году выпущена вторая часть, Укради этот фильм II, посвящена идее интеллектуальной собственности. Оба фильма имеют субтитры на русском языке, также доступен любительский перевод.
Создатели серии в настоящее время работает над новым проектами: «Steal This Movie: The Movie» и «The Oil of the 21st Century».

## Видео
- Укради Этот Фильм часть 1
- Укради Этот Фильм часть 2